# 卢卡·瓦贝尔
卢卡·瓦贝尔（德語：Luka Wraber，1990年9月7日—），奧地利男子羽毛球運動員。

## 簡歷
2013年8月，卢卡·瓦贝尔參加中國廣州舉行的世界羽毛球錦標賽，出戰男子單打項目，在首圈就以0比2（2-21、5-21）負於2號種子、中國的谌龙出局。
2014年8月，卢卡·瓦贝尔參加丹麥哥本哈根舉行的世界羽毛球錦標賽，出戰男子單打項目，首圈再次面對2號種子、中國的谌龙，最終賽了36分钟就以0比2（8-21、10-21）落敗出局。
2015年8月，卢卡·瓦贝尔參加印尼雅加達舉行的世界羽毛球錦標賽，出戰男子單打項目，首圈便以0比2（10-21、25-27）不敵愛沙尼亞的劳尔·穆斯特，落敗出局。
2017年8月，瓦贝尔參加蘇格蘭格拉斯哥舉行的世界羽毛球錦標賽，出戰男子單打項目，首圈就以0比2（14-21、12-21）不敵13號種子、印度的阿贾伊·贾亚拉姆出局。

## 主要比賽成績
只列出曾進入準決賽的國際賽事成績：
| 年份   | 賽事                         | 公開賽級別 | 項目     | 拍檔                | 成績   |
| ------ | ---------------------------- | ---------- | -------- | ------------------- | ------ |
| 2012年 | 斯洛文尼亞羽毛球國際賽       | 國際系列賽 | 男子單打 | －                  | 準決賽 |
| 2012年 | 保加利亞羽毛球公開賽         | 國際系列賽 | 男子單打 | －                  | 準決賽 |
| 2014年 | 拉各斯羽毛球國際挑戰賽       | 國際挑戰賽 | 男子單打 | －                  | 亞軍   |
| 2014年 | 毛里裘斯羽毛球國際賽         | 國際系列賽 | 男子單打 | －                  | 冠軍   |
| 2014年 | 南非羽毛球國際賽             | 國際系列賽 | 男子單打 | －                  | 冠軍   |
| 2014年 | 南非羽毛球國際賽             | 國際系列賽 | 男子雙打 | 阿伦·罗伊           | 亞軍   |
| 2014年 | 博茨瓦納羽毛球國際賽         | 國際系列賽 | 男子單打 | －                  | 冠軍   |
| 2014年 | 博茨瓦納羽毛球國際賽         | 國際系列賽 | 男子雙打 | 阿伦·罗伊           | 亞軍   |
| 2015年 | 伊朗羽毛球國際挑戰賽         | 國際挑戰賽 | 男子單打 | －                  | 準決賽 |
| 2015年 | 南方共同市場羽毛球國際挑戰賽 | 國際挑戰賽 | 男子單打 | －                  | 準決賽 |
| 2015年 | 聖多明哥羽毛球公開賽         | 國際系列賽 | 男子單打 | －                  | 亞軍   |
| 2015年 | 毛里裘斯羽毛球國際賽         | 國際系列賽 | 男子單打 | －                  | 冠軍   |
| 2015年 | 拉各斯羽毛球國際挑戰賽       | 國際挑戰賽 | 男子單打 | －                  | 準決賽 |
| 2015年 | 埃塞俄比亞羽毛球國際賽       | 國際系列賽 | 男子單打 | －                  | 亞軍   |
| 2015年 | 埃塞俄比亞羽毛球國際賽       | 國際系列賽 | 男子雙打 | 威尔逊·瓦塔尼拉佩利 | 準決賽 |
| 2015年 | 尼日利亞羽毛球國際賽         | 國際系列賽 | 男子單打 | －                  | 亞軍   |
| 2015年 | 尼日利亞羽毛球國際賽         | 國際系列賽 | 男子雙打 | 威尔逊·瓦塔尼拉佩利 | 準決賽 |
| 2016年 | 秘魯羽毛球國際系列賽         | 國際系列賽 | 男子單打 | －                  | 準決賽 |
| 2016年 | 吉拉爾迪拉羽毛球賽           | 國際系列賽 | 男子單打 | －                  | 亞軍   |
| 2017年 | 巴西羽毛球國際賽             | 國際挑戰賽 | 男子單打 | －                  | 準決賽 |
| 2017年 | 秘魯羽毛球國際系列賽         | 國際系列賽 | 男子雙打 | 丹尼爾·格拉斯默克   | 冠軍   |
| 2018年 | 巴西羽毛球國際賽             | 國際挑戰賽 | 男子單打 | －                  | 準決賽 |
| 2019年 | 埃及羽毛球國際賽             | 國際系列賽 | 男子單打 | －                  | 準決賽 |
| 2019年 | 喀麥隆羽毛球國際賽           | 國際系列賽 | 男子單打 | －                  | 亞軍   |
| 2019年 | 南非羽毛球國際賽             | 未來系列賽 | 男子單打 | －                  | 冠軍   |
| 2020年 | 伊朗羽毛球國際挑戰賽         | 國際挑戰賽 | 男子單打 | －                  | 準決賽 |
| 2020年 | 牙買加羽毛球國際賽           | 國際系列賽 | 男子單打 | －                  | 準決賽 |
| 2022年 | 烏克蘭羽毛球公開賽           | 國際挑戰賽 | 男子單打 | －                  | 準決賽 |
| 2023年 | 委内瑞拉羽毛球國際賽         | 國際系列賽 | 男子單打 | －                  | 準決賽 |

| 2007-2017年 | 首要超級賽 | 超級賽 | 黃金大獎賽 | 大獎賽 | 國際挑戰賽 | 國際系列賽 | 未來系列賽 | 其他 |

| 2018-2026年 | 總決賽 | 超級1000賽 | 超級750賽 | 超級500賽 | 超級300賽 | 超級100賽 | 國際挑戰賽 | 國際系列賽 | 未來系列賽 | 其他 |

### 奧運會和世錦賽參賽紀錄
|          | 2013 | 2014 | 2015 | 2016 | 2017 | 2018 | 2019 | 2020       | 2021 | 2022 | 2023 |
| -------- | ---- | ---- | ---- | ---- | ---- | ---- | ---- | ---------- | ---- | ---- | ---- |
| 男子單打 | 64強 | 64強 | 64強 | －   | 64強 | 32強 | 64強 | 小組第三名 | 32強 | 64強 | 64強 |